# أنجيلو روفجنو
أنجيلو روفجنو (بالإسبانية: Angelo Rovegno)‏ هو لاعب كرة قدم بيروفي في مركز نصف الجناح، ولد في 1999 في إقليم ليما في بيرو. لعب مع أليانزا ليما.

## وصلات خارجية
- أنجيلو روفجنو على موقع قاعدة بيانات كرة القدم.إي يو (الإنجليزية)
- أنجيلو روفجنو على موقع Soccerway.com (الإنجليزية)